# Helmut Peters (Musiker)

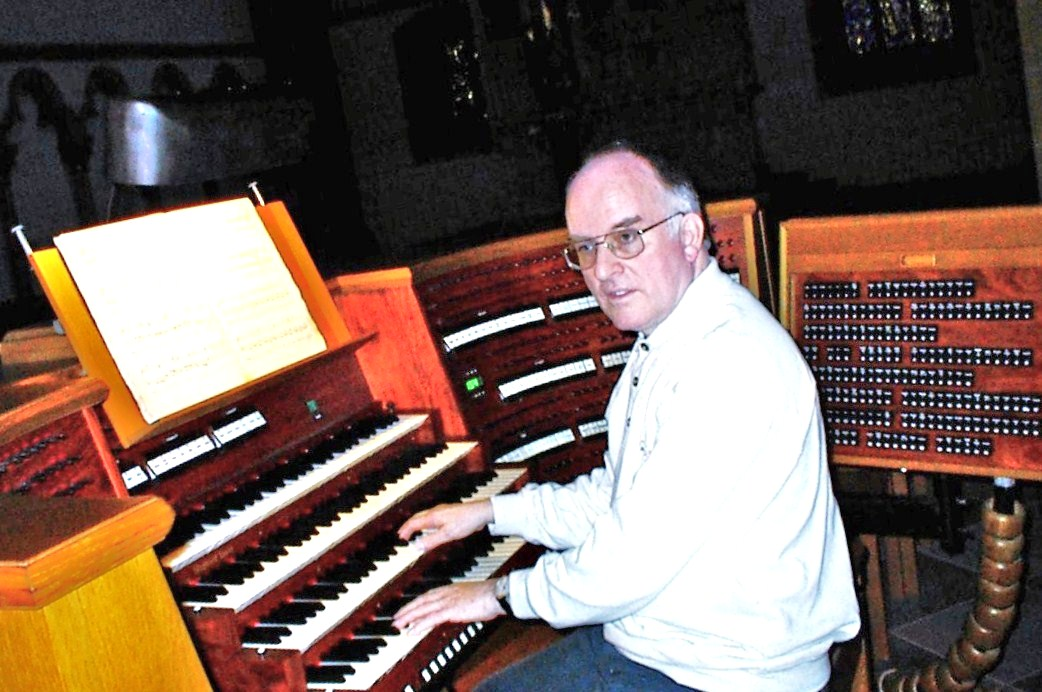
Helmut Peters am Generalspieltisch der Orgeln im Hohen Dom zu Paderborn

Helmut Peters (* 24. August 1938 in Hinsbeck) ist ein deutscher Kirchenmusiker, Domorganist, Konzertorganist und Musikpädagoge.

## Biografie

### Ausbildung und Studium
Im Alter von 9 Jahren begann Helmut Peters mit dem Klavierunterricht bei Victor Hormes in Kaldenkirchen. Sein Vater, Ernst Peters, Organist und Chorleiter in Leuth (Nettetal), gab ihm 1949 den ersten Orgelunterricht. 1951 übernahm Kantor Bernard Korte aus Nettetal-Breyell den Unterricht im Klavier-, Orgelspiel und die musikalische Theorieunterweisung. Im April 1956 war Helmut Peters bei Marcel Dupré in Meudon und in St. Sulpice in Paris.
1958 legte er am Robert Schumann Hochschule Düsseldorf (damals Robert-Schumann-Konservatorium) sein Organisten- und Chorleiter-Examen (B-Prüfung) ab. Seine Dozenten waren Heinrich Neuß, Jürg Baur, Anton Dewanger, Walter B. Tuebben, P. Anno Kreuzkamp. An der Hochschule für Musik und Tanz Köln erwarb er 1961 das A-Examen, danach die künstlerische Reifeprüfung in Orgel (mit Auszeichnung) und das Konzertexamen Diplom in Orgel. Seine Professoren und Dozenten waren unter anderen Josef Zimmermann, Kaspar Roeseling, Heinrich Lemacher, Hermann Schroeder, P. Wilhelm Lueger, Adolf Wendel und Hans Hulverscheidt.

### Kirchenmusikalische Ämter
Ab 1950 vertrat er Organisten in verschiedenen Kirchengemeinden Nettetals. In den Jahren 1958 bis 1960 war Helmut Peters Organist und Chorleiter in St. Anna in Düsseldorf-Niederkassel. Des Weiteren war er als Kantor in der Pfarrkirche zum Heiligem Geist in Köln-Zollstock von 1960 bis 1963 tätig. Von 1963 bis 1979 war er Kantor in der Altstadtpfarre St. Pantaleon in Köln. Zudem richtete er die Konzertreihe «Kirchenmusik in St. Pantaleon, Köln» ein, hier spielte er selbst das gesamte Orgelwerk von Johann Sebastian Bach in 15 Konzerten. 1979 wurde Peters zum Domorganisten am Hohen Dom zu Paderborn ernannt, wo er 1984/1985 sämtliche Orgelwerke Bachs aufführte. seine Pensionierung erfolgte im Jahre 2003. Darüber hinaus war er Orgelsachverständiger der Erzdiözese Paderborn bis 2003 und war Mitplaner der neuen Paderborner Domorgeln, der Stadthalle Wuppertal und Beratungen an verschiedenen Domorgeln.

### Lehrämter
Von 1960 bis 1979 war er Musikpädagoge an der damaligen Katholischen Berufsbildenden Fachschule für Frauenberufe, Köln Sachsenring (heute Erzbischöfliches Berufskolleg der Erzdiözese Köln). Er wirkte als Dozent für Orgel, Klavier und Orgelliteratur am St. Gregorisushau in Aachen von 1974 bis 1979. An der Universität in Paderborn war er Lehrbeauftragter für Orgel von 1980 bis 1994. Zudem war er Lehrbeauftragter für Gregorianischen Choral am Erzbischöflichen Priesterseminar von 1979 bis 2003.

### Tonaufnahmen, Konzerte und Tonträger
Zahlreiche Radioaufnahmen realisierte Helmut Peters mit dem WDR, ORF, Polen und Radio Madrid. Orgelkonzerte spielte er im Inland und in fast allen Ländern Europas, Russland sowie Japan und Südkorea.

## Tonträger
- Helmut Peters spielt Die Orgeln im Dom zu Paderborn. (Polyphonia, POL 63008, 1984)
- Die  Werke von Johann Sebastian Bach (Polyphonia)
- Werke von Max Reger, Opus 127 und Choralvorspiele Opus 79b und Variations and Fugue on the English National Anthem (Musicom)
- Werke von Bach, Guilmant, Karg-Elert und Willan. (Musicom)
- Libori-Festmusik. (Musicom)
- In dulci jubilo. (Musicom)